# 維布妥昔單抗
維布妥昔單抗（INN：Brentuximab vedotin）又名本妥昔單抗，用于治疗霍奇金淋巴瘤和某些非霍奇金氏淋巴瘤。特別是針對CD30阳性的患者。透过静脉注射给药。
常见的副作用包括周邊神經病變、疲倦、恶心、腹泻、白细胞减少、发烧、禿頭和口腔发炎。其他副作用包括可能發生严重过敏反应、感染、腫瘤溶解症候群、肝脏问题、肺部问题、史蒂芬斯-強森症候群和高血糖。孕期使用可能對婴儿有害。它是由會與CD30结合的单克隆抗体ー維布妥昔單抗和细胞毒素ー維多汀（Vedotin）结合。
維布妥昔單抗于2011年及2012年在美国及歐洲取得醫療使用許可 。